# Tous les garçons s'appellent Patrick
 (juillet 2025).
Série Véronique et Charlotte
Véronique et son cancre
(1959) Charlotte et son jules
(1961)
Pour plus de détails, voir Fiche technique et Distribution.
Tous les garçons s'appellent Patrick ou Charlotte et Véronique est un court métrage français réalisé par Jean-Luc Godard, sorti en 1959.
Ce film fait partie d'un ensemble de quatre courts métrages avec les personnages Charlotte et Véronique tournés en commun avec Éric Rohmer, les trois autres étant Présentation ou Charlotte et son steak (1951), Véronique et son cancre (1959) et Charlotte et son jules (1961).

## Synopsis
Charlotte et Véronique sont étudiantes et occupent le même appartement à Paris. Elles se donnent rendez-vous au « Luco », le jardin du Luxembourg. Charlotte, arrivée la première, s'impatiente et se fait courtiser par un certain Patrick, qui l'invite à prendre un verre puis lui fixe rendez-vous. Charlotte à peine partie, Véronique arrive et se fait aborder par le même Patrick qui lui tient le même discours avec un rendez-vous pris pour le surlendemain. De retour chez elles, Charlotte et Véronique évoquent leur rencontre avec leur Patrick respectif. Avant de se rendre compte, le jour suivant, en apercevant un jeune homme embrasser une femme dans la rue, qu'il s'agit toujours du même.

## Fiche technique
- Titre : Tous les garçons s'appellent Patrick
- Autre titre : Charlotte et Véronique
- Réalisation : Jean-Luc Godard
- Photographie : Michel Latouche
- Montage : Cécile Decugis
- Scénario : Éric Rohmer
- Musique : Ludwig van Beethoven
- Production : Pierre Braunberger - Les Films de La Pléiade
- Pays d'origine :  France
- Format : Noir et blanc - 35 mm
- Genre : Comédie
- Durée : 21 minutes
- Date de tournage : 1957
- Dates de sortie : 
  - France : 6 mai 1959

## Distribution
- Jean-Claude Brialy : Patrick
- Anne Colette : Charlotte
- Nicole Berger : Véronique